# Philippe Isidore d'Etchégoyen
Pour les articles homonymes, voir Etchegoyen.
Philippe Isidore d'Etchégoyen est un homme politique français né le 27 mai 1800 à Dax (Landes) et mort à Beychac-et-Caillau (Gironde) le 4 novembre 1891.

## Biographie
Philippe Isidore Dibarrart d'Etchegoyen est issu de la famille basque des Dibarrart (ou d'Ibarrart), qui tire son nom d'Etchegoyen d'une propriété située à Ustaritz.
Propriétaire, il est député des Landes de 1835 à 1848, siégeant dans la majorité conservatrice soutenant les gouvernements de la Monarchie de Juillet.
D'un premier mariage, en 1823 avec Zoé d'Etchegoyen (1798-1825), soeur de Louis Charles Daniel d'Etchegoyen et de Vincent Charles Henri d'Etchegoyen, il a eu un fils, Gaston (1824-1920). En 1837, il épouse en secondes noces Félicité de Louvencourt (1808-1888), veuve de son beau-frère Louis Charles Daniel d'Etchegoyen, avec laquelle il a trois autres enfants, dont Maurice (1839-1911), père d'Olivier d'Etchegoyen, et Frédéric (1841-19..), préfet.
Il meurt au château de Villepreux, à Beychac-et-Caillau, le 4 novembre 1891.

### Sources
- « Philippe Isidore d'Etchégoyen », dans Adolphe Robert et Gaston Cougny, Dictionnaire des parlementaires français, Edgar Bourloton, 1889-1891 [détail de l’édition]